# Ouando
Ouando est un quartier situé dans le 5e arrondissements de la commune de Porto-Novo dans le département de l'Ouémé au Bénin.

## Géographie

### Localisation
Ouando est situé dans le 5e arrondissement à l'ouest de la commune de Porto-Novo, capitale de la république du Bénin.

### Administration
Ouando est une subdivision administrative du Bénin. C'est l'un des 15 quartiers que compte le 5e arrondissement de Porto-Novo.

## Population et société

### Démographie
Selon le recensement général de la population et de l'habitation de 2013 conduit par l'Institut national de la statistique et de l'analyse économique (INSAE), Ouando compte 2785 ménages avec 12 565 habitants,.
| Indicateur           | 2013  |
| -------------------- | ----- |
| Nombre de ménages    | 2785  |
| Population masculine | 5999  |
| Population féminine  | 6566  |
| Population totale    | 12565 |

La population est composée de plusieurs ethnies et groupes socioculturels. Il s'agit notamment des Gouns et des Yorubas avec plus de 80% de la population, et forment les groupes dominants. On y rencontre également les ethnies comme les Ajas, Dendis, Toffins, Minas, okpas, Sèto et Tori,.

### Économie
La population, pour ses sources de revenus, mène des activités agricoles et la pêche et le commerce.